# بوگرا-۷
بوگرا-۷ (به لاتین: Bogra-7) یک منطقهٔ مسکونی در بنگلادش است که در ناحیه بوگرا واقع شده‌است.